# Miguel Inácio dos Santos Freire e Bruce
Miguel Inácio dos Santos Freire e Bruce (Aprox. 1756 — 26 de julho de 1834) foi um advogado e político brasileiro. Natural de São Luís, Maranhão, filho legítimo de José dos Santos Freire e Sara Maria Bruce. 
Foi presidente da junta governativa maranhense de 1821-1824, de 8 de agosto de 1823 a 1 de junho de 1824 e de 5 de junho a 9 de julho de 1824. Foi o primeiro presidente da província do Maranhão, de 10 de julho a 26 de dezembro de 1824.